# Kazimierz Kurnicki
Kazimierz Kurnicki (ur. 10 lutego 1952) – polski samorządowiec, działacz sportowy i gospodarczy, przedsiębiorca, w latach 1988–1990 naczelnik i prezydent Legionowa, były przewodniczący rady miejskiej Legionowa.

## Życiorys
W 1971 ukończył liceum ogólnokształcące, a w 1980 studia z inżynierii transportu na Politechnice Warszawskiej. Kształcił się podyplomowo w Szkole Głównej Planowania i Statystyki (1985) oraz w studium prawno-samorządowym na Uniwersytecie Warszawskim. Pomiędzy 1982 a 1986 zatrudniony jako starszy specjalista w Ministerstwie Komunikacji.
Od marca 1988 do czerwca 1990 był włodarzem Legionowa: początkowo jako naczelnik, a od listopada 1988 prezydent po podniesieniu rangi miejscowości do miasta prezydenckiego na podstawie decyzji Rady Ministrów z 1987. W 1995 rozpoczął prowadzenie własnego przedsiębiorstwa z branży budowlanej, zasiadał także w radach nadzorczych różnych spółek. Pozostawał prezesem klubu piłkarskiego Legionovia Legionowo (1992–1995, 2002–2005). Zaangażował się także w działalność organizacji gospodarczych, w 2011 został prezesem Powiatowej Izby Gospodarczej w Legionowie. W latach 1994–2005 członek rady miejskiej Legionowa z ramienia kierowanego przez siebie komitetu Nasze Miasto Nasze Sprawy. Od 1994 do 1997 przewodniczył temu gremium, zaś od maja do października 2002 zasiadał w zarządzie miasta. W 2005 pozbawiony mandatu w związku z zakazem łączenia mandatu z pracą wykorzystującą mienie komunalne. W 2002 kandydował na prezydenta miasta, zajmując 4. miejsce na 9 kandydatów. Z ramienia tegoż komitetu w 2006 kandydował do rady powiatu legionowskiego, a w 2010 do rady miejskiej Legionowa. W 2015 poparł kandydaturę Bronisława Komorowskiego w wyborach prezydenckich.

## Wyróżnienia
Wyróżniony m.in. Złotą Odznaką Polskiego Związku Piłki Nożnej oraz Medalem 100-lecia Legionowa.